# HMAS AE2 (1914)
HMAS AE2 was een Australische onderzeeboot van de E-klasse. De boot was bemand met zowel Australische als Britse manschappen. De boot nam samen met de zusterboot AE1, tijdens de Eerste Wereldoorlog, deel aan de bezetting van Duits-Nieuw-Guinea.
De boot is door de eigen bemanning tot zinken gebracht nadat het problemen had met de diepteregelaar terwijl hij werd aangevallen door een Turkse torpedoboot.